# باشگاه فوتبال وینترتور
باشگاه فوتبال وینترتور یک باشگاه فوتبال سوئیسی است که در وینترتور، کانتون زوریخ واقع شده است. آنها در سوپرلیگ سوئیس، اولین رده فوتبال سوئیس بازی می‌کنند و در طول قرن بیستم به طور منظم در سوپر لیگ حضور داشته است. خانه آنها ورزشگاه شوتزنویزی است.

## تاریخچه
این باشگاه در سال ۱۸۹۶ توسط دانشجویان دانشکده مهندسی محلی تأسیس شد و پس از ادغام با دو تیم محلی، بین سال‌های ۱۹۲۹ و ۱۹۷۴ باشگاه فوتبال وینترتور یونایتد نامیده شد. آنها بهترین موفقیت خود را در اوایل قرن بیستم تجربه کردند و سه بار قهرمان سوئیس شدند (در سال‌های ۱۹۰۶، ۱۹۰۸ و ۱۹۱۷)، قبل از چند سقوط متوالی در سال‌های ۱۹۳۱ و ۱۹۳۴. آنها در لیگ‌های پایین تر بازی کردند تا اینکه در سال ۱۹۵۰ دوباره به لیگ ملی بی صعود کردند. آنها از آن زمان در بیشتر تاریخ خود در دسته دوم باقی مانده‌اند، به جز چندین حضور در سوپر لیگ، جایی که آخرین بار در سال ۱۹۷۸ پس از یک سقوط، به دسته دوم برگشتند. سرمربی‌های برجسته آن دوره عبارت بودند از پیر-آلبرت چاپویسات، وولفگانگ فرانک، رنی هوسی، تیمو کونیتزکا و ویلی سومر.
آنها در یک بازی معروف به وست آوکلند شکست خوردند، یک تیم آماتور انگلیسی در یکی از اولین مسابقات بین‌المللی باشگاهی فوتبال، جام سیر توماس لیپتون. این باشگاه همچنین به فینال جام لیگ سوئیس در سال‌های ۱۹۷۲ و ۱۹۷۳ و جام سوئیس در سال‌های ۱۹۶۸ و ۱۹۷۵ رسیده است، اما در هر موقعیتی شکست خورده است.
در فصل ۰۶–۲۰۰۶، این باشگاه در رده چهاردهم لیگ چلنج قرار گرفت. علیرغم عملکرد ضعیف در لیگ، آنها با شکست دادن گراس‌هاپر، لوتسرن و سروت به نیمه نهایی جام حذفی سوئیس راه یافتند و سپس در خانه به برنده نهایی یعنی سیون باختند.
در فصل ۲۲–۲۰۲۱، وینترتور توانست در آخرین دور قهرمانی در لیگ چالش سوئیس به پیروزی برسد و اولین صعود خود را به سوپر لیگ سوئیس به دست آورد. این اولین بار از سال ۱۹۸۲ است که این تیم در لیگ برتر فوتبال سوئیس بازی می‌کند. این چهارمین پیروزی آنها در دومین لیگ فوتبال سوئیس بود. پس از صعود آنها، مربی‌شان الکس فرای، که تیم را در این فصل موفق رهبری کرد، تیم را ترک کرد و به همراه داوید کالا، دستیار مربی به تیم بازل پیوست. آنها توسط برونو برنر و اورلین میوخ جایگزین شدند.